# Renato Rascel
Renato Rascel, pseudônimo de Renato Ranucci Massa (Turim, 27 de abril de 1912 — Roma, 2 de janeiro de 1991), foi um cantor e ator italiano.

## Biografia
Em 1960, venceu o Festival de San Remo com a música Romântica, que foi interpretada por dois cantores e também foi para a final do concurso Festival Eurovisão da Canção. Rascel foi preferencialmente escolhido por Tony Dallara para se estabelecer em Londres a fim de defender as cores italianas, em oito estados. Ele também foi um aclamado ator musical.
Ficou considerado por muitos como um clássico da música italiana. Sua grande versatilidade e senso de humor conquistaram a simpatia do público italiano e do mundo. Sua voz lírica e nuanças agradáveis permitiram a ele popularizar um agrupado de canções que atravessaram as fronteiras da linguagem. Entre algumas delas se destacam “Arrivederci Roma”, “Venticello de Roma”, “Dominica è sempre domenica”, “Roma nun fa 'la stupida stasera” e “Canzone" (canção), com sua clássica música “Romântica”, que lhe renderam o primeiro lugar no Festival San Remo, no ano de 1960.
Rascel nasceu na cidade de Turim na Itália, em 1912, filho dos artistas de ópera-cômica César Ranucci e Paola Massa Renato. Durante sua infância ele viveu na região do bairro de Borgo. Desempenhou seus estudos primários no colégio Pío X onde foi educado pelos Irmãos de Nossa Senhora da Misericórdia, aonde foi que em pouco tempo ingressou no coro da Capela Sistina graças a sua tessitura de soprano. Sua primeira apresentação teatral ocorreu no cenário de "Il fotografo in imbarazzo". Em sua precoce idade desempenhou diversos trabalhos ao par, entre alguns foi o assistente de um barbeiro, caldeireiro (manutenção de caldeiras a vapor) e pedreiro, com a finalidade de cobrir as despesas da família que era extremamente pobre.
Renato Rascel nasceu “por acaso” na cidade de Turim durante uma etapa trabalhista em uma companhia de arte em que o seu pai Dante Ranucci, cantor de ópera, e sua mãe Paola Massa, bailarina clássica, foram batizados na Basílica de São Pedro segundo seus desejos pessoais, romano de sete gerações, que considerava que após o sacramento, sua vida na cidade eterna estaria sempre vinculada.
Confiado pelos cuidados de uma tia, devido ao emprego que os obrigava a constantes viagens, Renato cresceu no antigo distrito de Borgo, juntamente com sua irmã Josephine (que morreu prematuramente com a idade de 17 anos). Frequentava a Escola Pontifícia Pio IX, administrada pelo padre Escolápios que, além de explicar as atividades escolares, organizava grupos de canto, música e recitação. Mesmo durante suas participações nestas atividades, Renato já apresentava os sinais do seu talento precoce, a ponto de ser admitido a desqualificação, aos 10 anos de idade, do coro de vozes da Capela Sistina, então dirigido pelo maestro Don Lorenzo Perosi. Neste mesmo período, ele se apresentou em público pela primeira vez como baterista de uma amadora banda de jazz contratada pelo Clube da Imprensa. Consciente do fato de que a carreira artística não faz parte das mais fáceis e remunerativas, o pai procurou uma forma que fizesse com que Renato trabalhasse de uma maneira mais segura e rentável. Por algum tempo ele trabalhou como aprendiz de caldeireiro, pedreiro e barbeiro, mas a vocação artística era demasiadamente forte para ele. O empresário de teatro napolitano Luigi Vitolo, ao notar de sua exuberância, o conduziu à improvisar (durante o interval das orquestras), números de dança e de arte variados que absorvessem hilaridade e sucesso por parte do público.
Aos treze anos de idade foi contratado para trabalhar em um local denominado "La bomboniera", depois de desempenhar o seu talento como baterista, interpretando jazz no salão "Bruscolotti".
Após alguns anos mais tarde, ele ingressou em um conjunto musical chamado "Arcobaleno" (arco-íris) interpretando temas de Charleston e Tap. Em seguida, ele passaria a fazer parte da banda Lulu Gould-Jole Naghel bajo sob o pseudônimo de Ronny Boy. A partir desse nome oriundo de uma composição francesa daquela época e que era usado pela atriz Livia Muguet, ela passou então a tomar o apelido Rachel, porém após algum tempo ela o modificou – por sua similitude com o nome de Rachel Mussolini (esposa de Benito) – por o de Rascel. Ele foi contratado pelos Irmãos Schwartz em 1933, atuando na peça "Al Cavallino Bianco" recebendo elogios do Corriere de la sera por suas habilidades acrobáticas.
Nos seguintes anos ele começou a experimentar a arte cômico-absurda em quadrinhos sob a fórmula de um duplo significado, um tanto ingênuo. Uniu-se a ideologia da confecção de uma vestimenta contrastante com seu físico, (que era de curta estatura). Durante a Segunda Guerra Mundial ele participou em um "superespetáculo de jazz", atuando para as forças armadas, levando como parceira a Elena Grey. Renato conhece em 1942 a Tina de Mola com quem se casou no ano seguinte, no dia 19 de julho. Juntos formaram uma dupla sucedida, debutada no cinema no filme "Pazzo d'amore", aonde começaram a estabelecer a imagem caricaturesca que se converteu em sua autentificação especial. Suas passagens pelas Grandes Revistas, se deram por seu convite a atuar com Garinei e Giovanni dentro da legendária companhia Wanda Osiris, que ofereceriam-lhe as tabelas necessárias para posteriormente criar os seus próprios recursos. Ao tentar desempenhar o trabalho de Diretor foi onde ele sofreu um rotundo fracasso. Durante a década de 1950, Renato retornou aos grandes cenários, repetindo a fórmula com Garinei e Giovanni e também atuando para o cineasta Alberto Lattuada. As passagens às comédias musicais não foram dificultosas para Rascel que já possuía um lugar reservado no espetáculo Italiano, depois de ter atuado como a mão de Eduardo de Filippo no filme "Cuesti fantasmi".
Por sugestão de Ugo Mursia, Renato escreveu uma fábula que ganhou o título de "C'era una volta Renatino" (Era uma vez Renatito), uma inicial trilogia de histórias infantis solidificados com enorme êxito, sendo traduzida e publicada por todo o mundo.
Sua fama se estende al atuar ao lado de Marlene Dietrich em "Montecarlo" e com Mário Lanza em "Arrivederci Roma", filmes que o consagraram ante o público mundial. Recebeu as chaves da cidade de Washington como reconhecimento a sua trajetória artística e a propósito de sua participação em uma "Gira Mundial a Beneficência". Renato visitou a Cidade do México, Nova Iorque e Londres.
Rascel participou pela primeira vez no Festival Eurovisão da Canção de San Remo em 1960, alternando com Tony Dallara, premiado com a canção "Romântica", o tema foi considerado plágio, no entanto, saiu vencedor do processo judicial, graças a Igor Stravinsky, explicando-lhes em defesa de que isso foi feito por um compositor clássico.
Retornou à turnê ao lado de Garinei e Giovanni atuando no Teatro Lírico, situado na cidade de Liverpool. Pouco depois foi convidado para atuar no filme "L'ours (Daniele nella gabbia) ao lado de Francis Blanche. Então repetiu a atuação em "En pleine bagarre" ao lado de Eddie Constantine.
Sua atividade se difundiu a outras mídias, tais como a rádio, televisão e teatro, aonde ele se dedicou a escrever prosa. Nesse tempo ele encontra a Eugene Jones, Slawomir Mrozec e a Georges Courtelin em sua busca de autores que servissem como tear ao seu humorismo. Suas atuacões foram memoráveis al lado de Dori Dorika, com quem atuou como companheira. A relação conjugal de Renato se deteriorou devido aos constantes rumores de supostos romances com diversas figuras do âmbito como Xenia Valderi, Flora Medini, tudo se terminou em divércio. Em 1966, se relacionou sentimentalmente com sua secretária particular: Huguette Cartier com quem se casou.
Renato regressou ao cinema ao atuar no filme "Il segreto di Santa Vittoria" levando como estelares Anthony Quinn e Anna Magnani.
Rascel vive outro escândalo em 1970 após abandonar a sua segunda esposa, por uma menina notoriamente de menor idade, de nome Giuditta Saltarini.
No final da década de 1970 a escassa participação de Rascel no cinema tornou-se evidente, anunciando o iminente abandono dos cenários, atua pela última vez no filme de gênero comédia "Il trapianto", de comédia musical de despedida ao substituir de última hora ao cantor Domenico Modugno em "Alleluja Brava Gente" dividindo o palco com Gigi Proietti.
Seu último papel na televisão como o "Padre Brown", marcou a sua saída dos televisores.
San Remo testifica sua última aparição no Festival com o tema "Nevicava a Roma", realizando uma dupla com o cantor "Pio".
No filme "Jesus de Nazaré", de Franco Zeffirelli ele participa brevemente executando o papel de um cego que é curado.
Sua última aparição televisiva foi em "La Porta Magica" atuando ao lado de sua namorada Giudetta.
O astro italiano morreu em 1991, aos 78 anos.

## Filmografia
- Un burattino di nome Pinocchio (1972)
- The Monte Carlo Story (1969)
- The Last Judgement (1961)
- Policarpo (1959)
- Ferdinando I, re di Napoli (1959)
- Arrivederci Roma (1958)
- Move and I'll Shoot (1958)
- The Monte Carlo Story (1957)
- The Overcoat (1952)
- Bellezze in bicicletta (1950)

## Músicas
- Romântica
- Arrivederci Roma
- Il Ragazzo D’Argilla
- Miracolo de Roma
- Serenata de Carta
- Vediamoci Fra
- Um Burrattino Di
- Nevicava A Roma
- Padre Brown
- Benissimo
- C’Era Una Volta Il
- Sapessi Come E’
- Nel Mio Piccolo

## Álbuns
- Nostalgia Italiana - 1960
- Italian Horizons
- Renato Rascel